# Buttes Chaumont (métro de Paris)
Pour les articles homonymes, voir Buttes Chaumont.
Buttes Chaumont est une station de la ligne 7 bis du métro de Paris, située dans le 19e arrondissement de Paris.

## Situation
La station est implantée en lisière méridionale du parc des Buttes-Chaumont, sous la rue Botzaris au débouché de la rue du Plateau, au cœur du quartier du Combat. Orientée selon un axe nord-est/sud-ouest, elle s'intercale entre les stations Bolivar et Botzaris (cette dernière marquant l'amorce de la boucle terminale de la ligne 7 bis sous le quartier d'Amérique). Les quais sont établis en palier et à grande profondeur, au sein d'une couche de gypse remblayée.

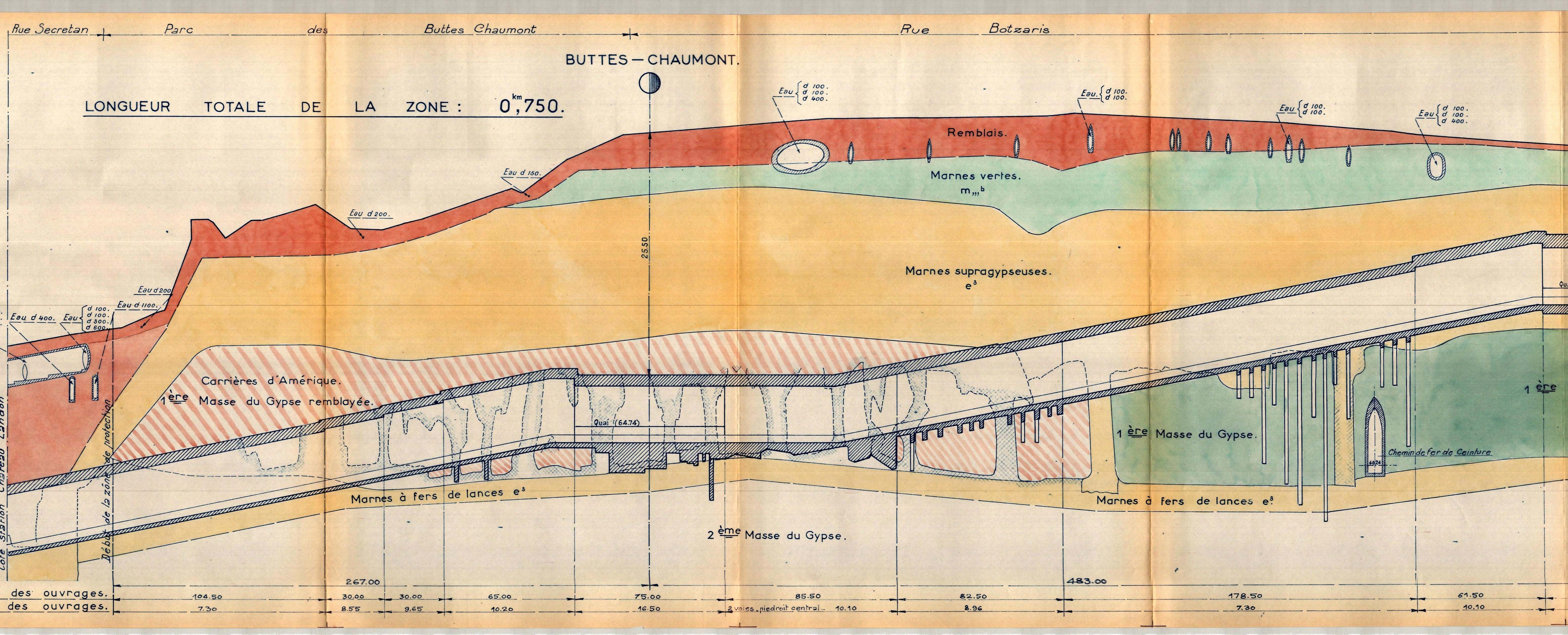
Vue en coupe du tunnel de la ligne 7 bis en amont et en aval de la station Buttes Chaumont, avec les différentes strates des carrières souterraines et les consolidations du terrain.

## Histoire
La station est ouverte le 13 février 1912, soit plus d'un an après la mise en service de branche Louis Blanc - Pré-Saint-Gervais de la ligne 7 — intervenue le 18 janvier 1911 — en raison des difficultés de construction du tunnel à travers d'anciennes carrières locales. Jusqu'à son achèvement, les rames de métro la traversaient sans y marquer l'arrêt. Sa desserte est ensuite assurée par une circulation sur deux, en provenance et à destination d'Opéra, le restant des trains étant dirigés sur l'autre antenne de la ligne, qui a pour origine et terminus la station Porte de la Villette.
Dans les projets initiaux, sa localisation est un temps envisagée à l'intersection entre la rue Manin, l'avenue Secrétan et l'avenue Mathurin-Moreau, au niveau de l'hôpital Fondation Adolphe de Rothschild, mais la présence des studios Gaumont (aujourd'hui disparus) sur la rue du Plateau et la rue Carducci conduit à préférer l'emplacement actuel afin d'en assurer la desserte.
Elle doit sa dénomination à sa proximité immédiate avec le parc des Buttes-Chaumont, réalisé par l'ingénieur Adolphe Alphand et inauguré en 1867 lors des dernières années du règne de Napoléon III.
Le 3 décembre 1967, la station est cédée à la ligne 7 bis, dont la création à la même date résulte de la séparation de la branche vers Pré-Saint-Gervais, isolée du restant de la ligne 7 sous la forme d'une ligne autonome depuis lors. Ce débranchement se justifie par la moindre fréquentation de cette antenne par rapport à la branche vers Porte de la Villette, car cette dernière station constitue également le point de départ de nombreuses lignes de bus de banlieue.
Dans le cadre du programme « Renouveau du métro » de la RATP, les couloirs de la station et l'éclairage des quais sont rénovés le 6 mai 2008.
Le 1er avril 2024, la moitié des plaques nominatives sur les quais sont remplacées par la RATP afin de faire un poisson d'avril le temps d'une journée, tout en mettant les Jeux olympiques et paralympiques d'été de 2024 à l'honneur, comme dans treize autres stations du réseau. Par jeu de mots humoristique, Buttes Chaumont devient ainsi « Lutte Chaumont » en référence aux épreuves de lutte.

## Services aux voyageurs

### Accès
La station dispose d'un unique accès intitulé « Rue Botzaris », sous la forme d'une trémie attenante au parc des Buttes-Chaumont, débouchant sur le tronçon de la rue précitée compris entre la rue Fessart et la rue du Plateau. Constituée d'un large escalier fixe, cette bouche de métro est agrémentée d'une balustrade et d'un candélabre en fer forgé dans le style Dervaux des années 1930.

Accès à la station
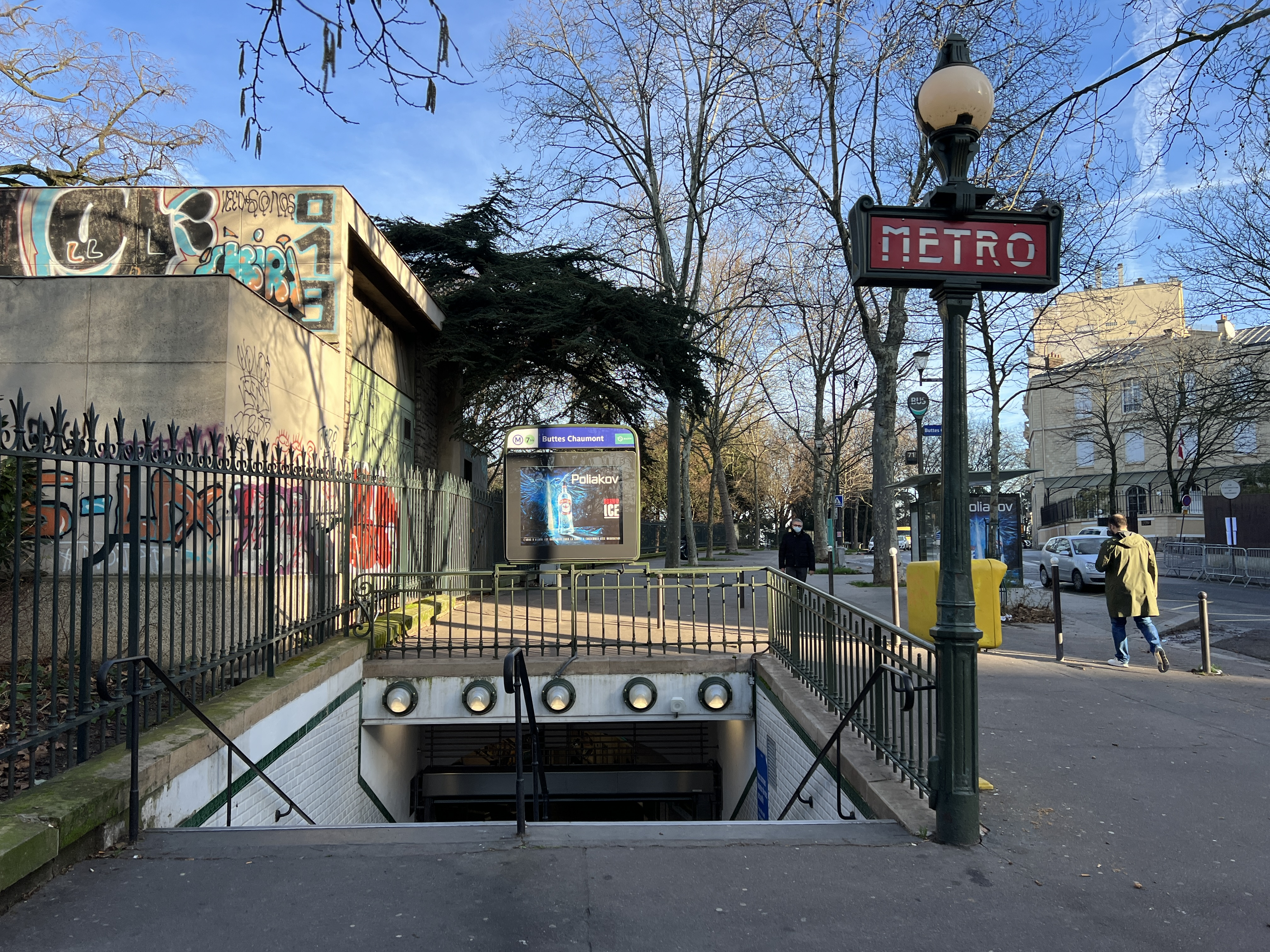
L'unique bouche d'accès de la station sur la rue Botzaris.
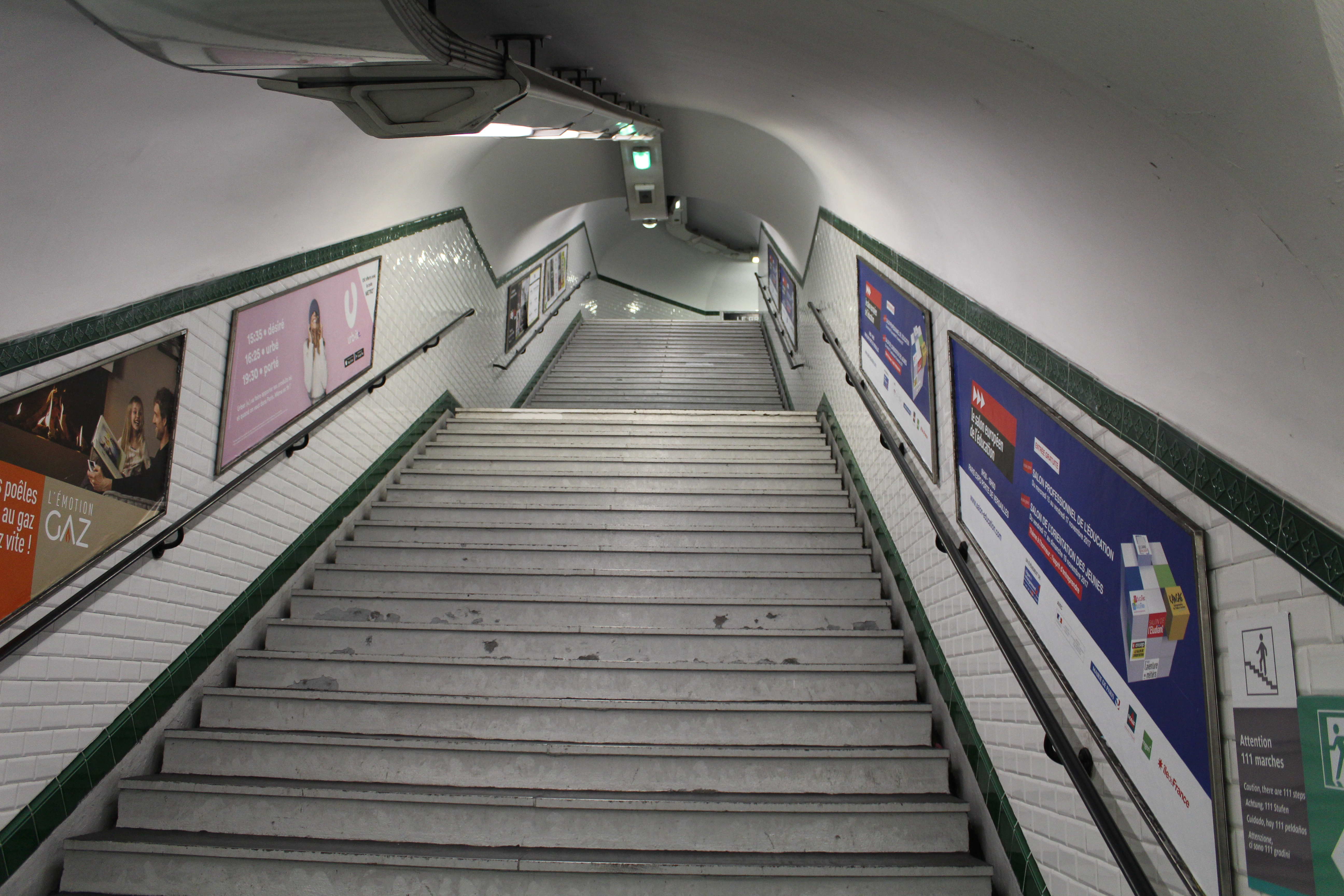
Vue des volées d'escaliers fixes reliant le hall d'accueil aux quais.
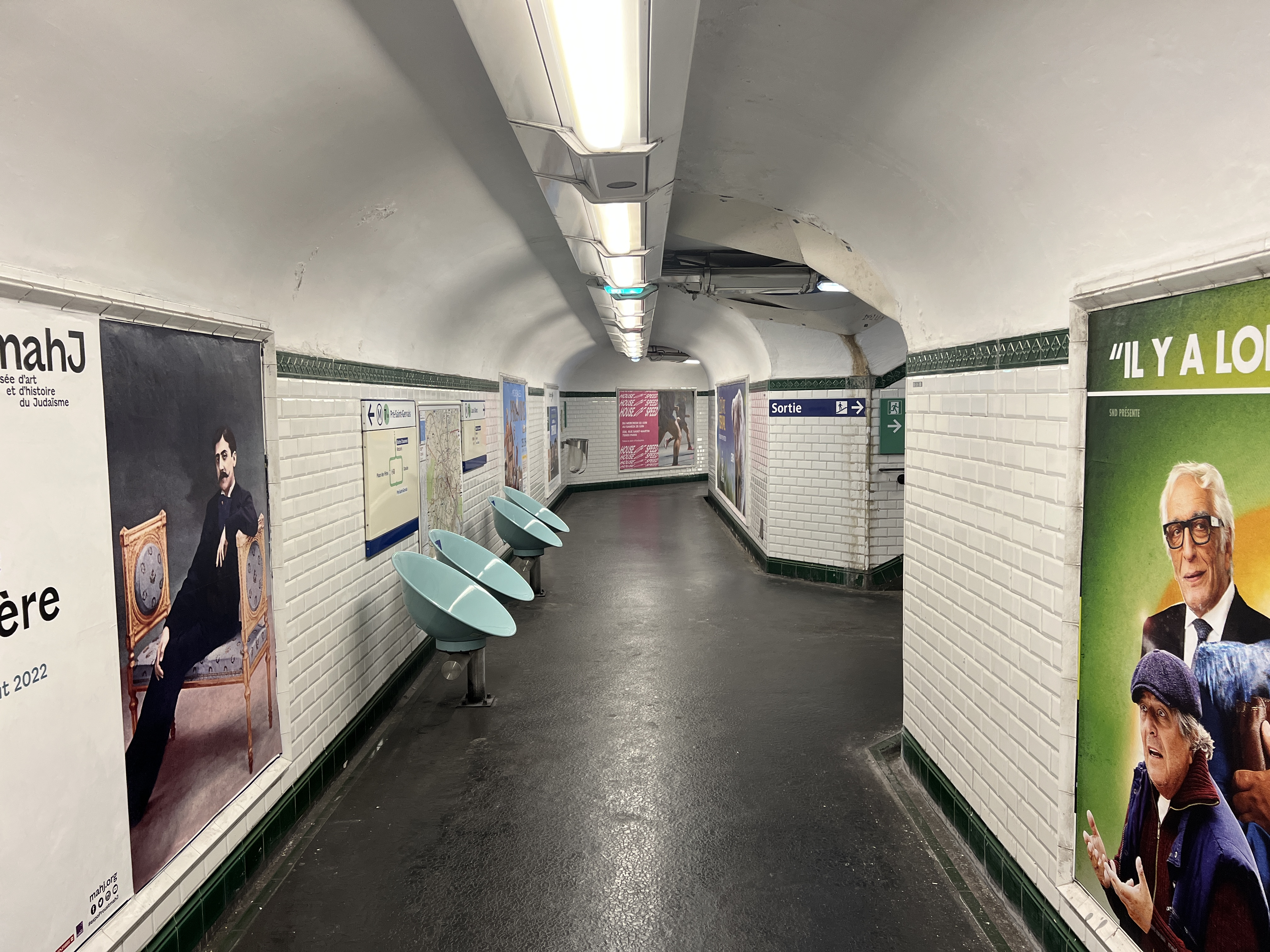
Palier munis de sièges entre plusieurs volées d'escaliers.

Les quais de la station sont parmi les plus profonds du réseau ; ils sont accessibles grâce à deux d'ascenseurs ou par deux escaliers symétriques comptant chacun 149 marches d'une hauteur de 165 mm, soit un dénivelé total de 24,58 m[réf. nécessaire]. Afin que les voyageurs puissent éventuellement reprendre leur souffle, certains paliers entre les volées d'escaliers sont équipés de sièges disposés par paires, de style « Akiko » de couleur cyan en l'occurrence, les assises n'étant ordinairement installées que sur les quais. Cette particularité se retrouve au terminus de Pré-Saint-Gervais sur la même ligne et a également existé à la station Télégraphe sur la ligne 11 avant la rénovation de ses couloirs d'accès en 2009.

### Quais
Buttes Chaumont est une station de configuration particulière pour le métro de Paris : elle comporte un pied-droit central la séparant en deux demi-stations, d'une longueur conventionnelle de 75 mètres, chacune d'elles comprenant une voie à quai latéral sous une voûte en plein cintre, le tout reposant sur des puits de 2,50 mètres au-dessus du sol ferme sur lesquels ils prennent appui. Cette disposition, que l'on retrouve notamment à la station Botzaris sur la même ligne, fut imposée par les contraintes géologiques du terrain, truffé d'anciennes carrières de gypse.
La décoration est du style utilisé pour la majorité des stations du métro : les bandeaux d'éclairage sont blancs et arrondis dans le style « Gaudin » du renouveau du métro des années 2000, et les carreaux en céramique blancs biseautés recouvrent les pieds-droits, la voûte ainsi que les tympans. Disposés uniquement sur les piédroits latéraux (du côté de chaque quai), les cadres publicitaires sont métalliques et le nom de la station est inscrit en police de caractères Parisine sur des plaques émaillées. Les sièges de style « Motte » sont de couleur jaune.

Quais de la station
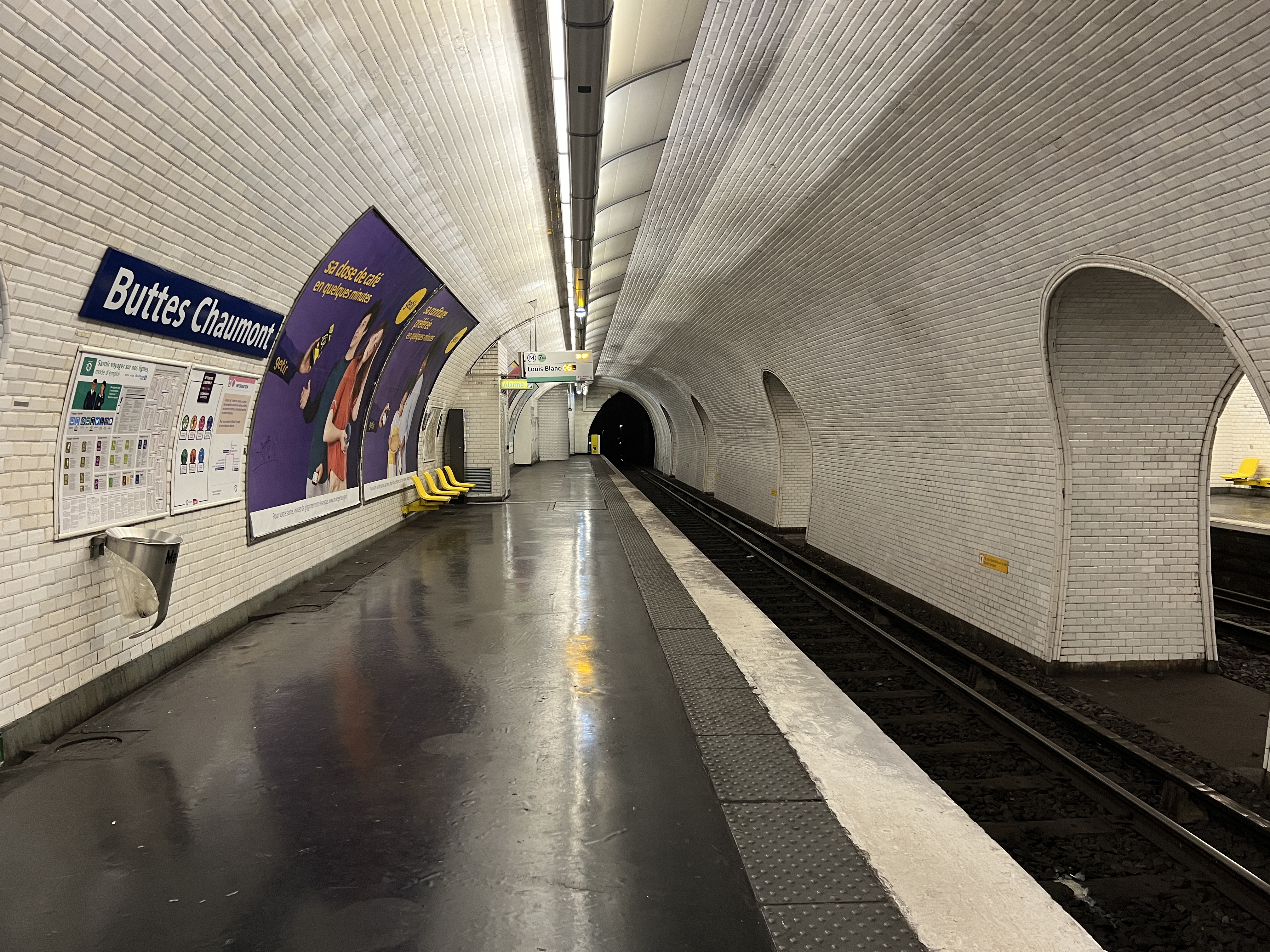
Vue du quai nord en direction de Louis Blanc.
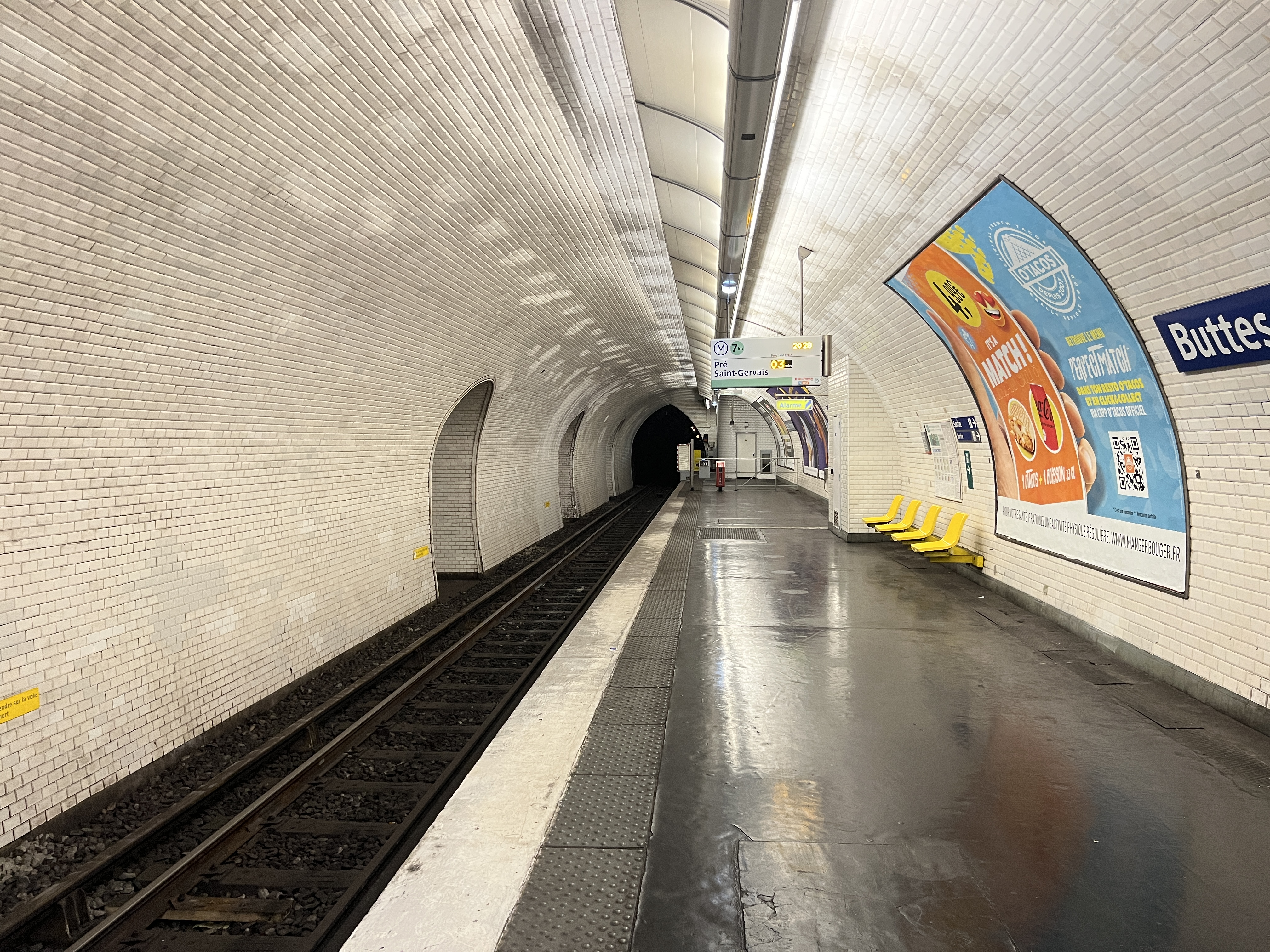
Vue du quai sud en direction de Pré-Saint-Gervais.
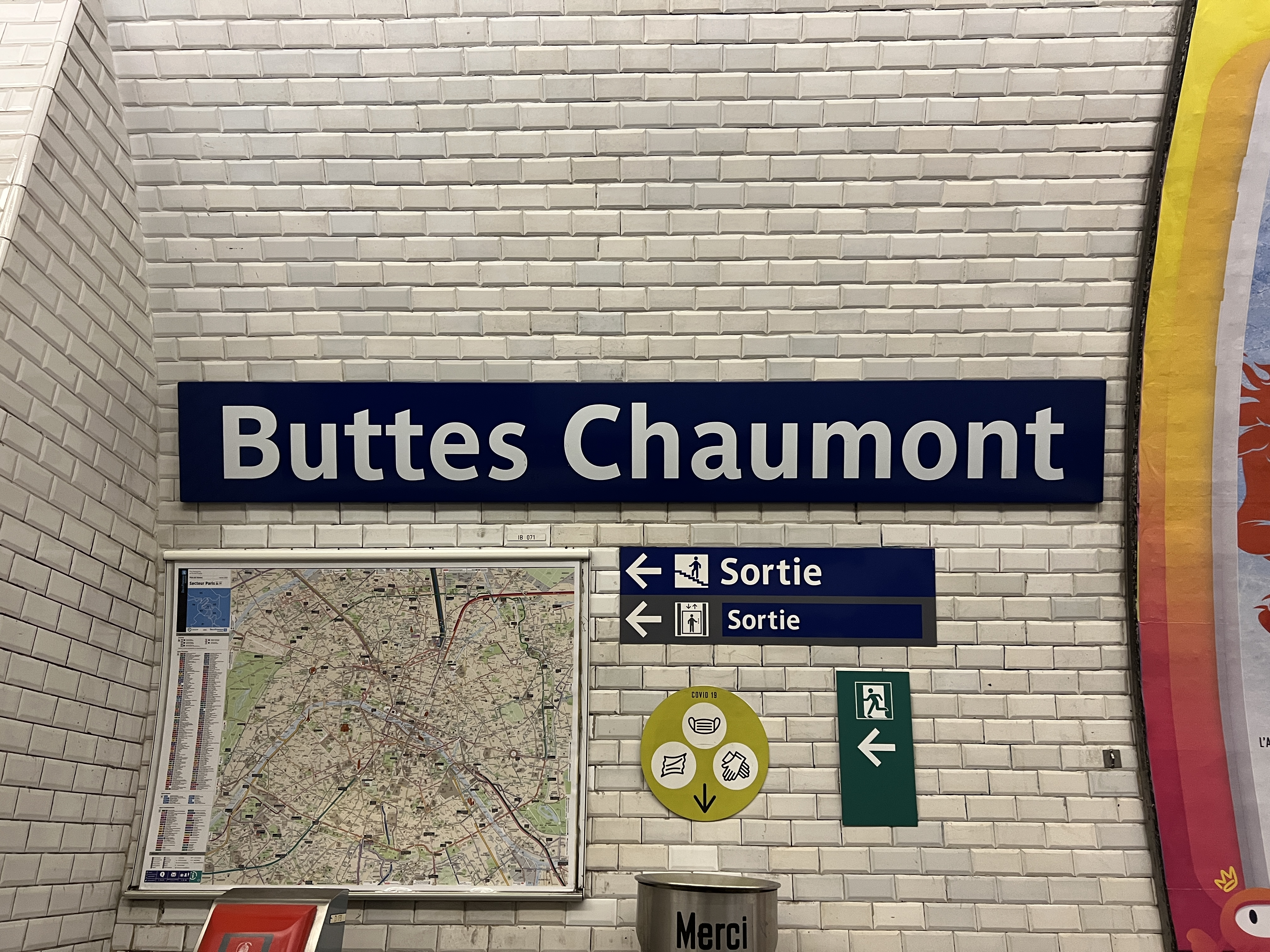
Plaque émaillée indiquant le nom de la station.

### Intermodalité
La station est desservie par les lignes 26 et 71 du réseau de bus RATP.

## Fréquentation
Nombre de voyageurs entrés à cette  station :
| Année                      | 2013    | 2014    | 2015    | 2016    | 2017    | 2018    | 2019    | 2020    | 2021    |
| -------------------------- | ------- | ------- | ------- | ------- | ------- | ------- | ------- | ------- | ------- |
| Nombre de voyageurs par an | 507 867 | 492 601 | 448 126 | 521 634 | 542 357 | 560 675 | 545 750 | 242 027 | 358 301 |
| Rang                       | 300e    | 300e    | 300e    | 300e    | 300e    | 300e    | 300e    | 300e    | 301e    |
| Nombre de stations         | 302     | 302     | 302     | 302     | 302     | 302     | 302     | 304     | 304     |

## À proximité
- Parc des Buttes-Chaumont
- Île du Belvédère
- Ambassade de Tunisie (site annexe à l'angle de la rue du Plateau et de la rue Botzaris)
- Hôpital Fondation Adolphe de Rotschild (accessible en traversant le parc)
- Église luthérienne Saint-Pierre (de l'autre côté du parc)
- Collège Édouard Pailleron (de l'autre côté du parc)